# Hundegesetz Schleswig-Holstein
Das Gesetz über das Halten von Hunden (HundeG) ist ein deutsches Hundegesetz, das die Gefahren, die mit dem Halten und dem Führen von Hunden verbunden sind, abwehren und ihnen vorsorgend entgegenwirken soll. Das HundeG wurde vom Schleswig-Holsteinischen Landtag am 26. Juni 2015 beschlossen und ist seitdem dreimal geändert worden. Es ersetzte das Schleswig-Holsteinische Gesetz zur Vorbeugung und Abwehr der von Hunden ausgehenden Gefahren vom 28. Januar 2005 (GVOBl. S. 51). Ergänzend gilt die Landesverordnung über den Wesenstest nach dem Gesetz über das Halten von Hunden (GefHuGWesTestV SH) vom 26. November 2019 (GVOBl. S. 563), zuletzt geändert durch Verordnung vom 12. Oktober 2023 (GVOBl. S. 507).

## Inhalt

### Regelungen für alle Hundehalter
Die §§ 3–6 HundeG enthalten Bestimmungen, die für alle Hundehalter gelten.
§ 3 Abs. 2 HundeG sieht für viele öffentlich zugängliche Orte eine Leinenpflicht vor, die ein sicheres Einwirken auf den Hund ermöglichen soll. Dies gilt insbesondere an Orten mit viel Publikumsverkehr wie etwa Fußgängerzonen, Versammlungen, Parks, Mehrfamilienhäusern, öffentlichen Verkehrsmitteln oder Sportanlagen. Überhaupt keine Hunde dürfen u. a. in Kirchen, Kindergärten, Schulen, Krankenhäuser, Theater, Versammlungsräume oder Badeanstalten mitgenommen werden (§ 3 Abs. 3 HundeG). Nach § 3 Abs. 5 HundeG muss der Hund außerhalb eines ausbruchssicheren Grundstücks eine Kennzeichnung mit sich führen, die eine Identifizierung des Hundehalters erlaubt. Innerhalb der geschlossenen Ortschaften sind durch das Tier verursachte Verunreinigungen unverzüglich zu entfernen (§ 3 Abs. 7 HundeG). § 5 HundeG sieht vor, dass alle Hunde nach dem dritten Lebensmonat dauerhaft mit einem Transponder (Mikrochip) gekennzeichnet werden müssen. Zudem muss nach § 6 HundeG eine Haftpflichtversicherung bestehen. Gemäß § 4 HundeG können Hundehalter eine theoretische und praktische Sachkundeprüfung ablegen, die zur Ermäßigung bei der Hundesteuer führen kann.

### Regelungen für gefährliche Hunde
Die §§ 7–15 HundeG treffen besondere Bestimmungen für sog. gefährliche Hunde.
Nach § 7 Abs. 1 HundeG wird die Gefährlichkeit eines Hundes angenommen, wenn er ein nicht angemessenes oder ausgeprägtes Aggressionsverhalten gegen Menschen oder Tiere gezeigt, etwa Menschen oder Tiere gebissen, Menschen wiederholt in gefahrdrohender Weise angesprungen oder Wild unkontrolliert gehetzt oder gerissen hat. § 7 Abs. 1 Nr. 4 Satz 2 HundeG sieht vor, dass die zuständige Behörde die Gefährlichkeit durch einen Verwaltungsakt feststellt. Nach zwei Jahren kann auf Grund tierärztlicher Begutachtung und Bestehens eines Wesenstests gemäß § 13 HundeG vor mindestens einem Jahr die Feststellung der Gefährlichkeit wieder aufgehoben werden (§ 7 Abs. 4 HundeG).
Das Halten eines gefährlichen Hundes bedarf nach § 8 Abs. 1 HundeG der behördlichen Erlaubnis; diese ist unverzüglich nach Feststellung der Gefährlichkeit zu beantragen (§ 9 Abs. 1 HundeG). Die Erteilung ist gem. § 10 HundeG an zahlreiche Voraussetzungen geknüpft. So muss der Halter im Sinne des § 11 HundeG zuverlässig sein, das heißt er darf keine gravierenden Straftaten begangen haben. Er muss zudem die persönliche Eignung besitzen, mithin nicht schwerwiegend psychisch krank, geistig oder seelisch behindert oder alkohol- oder drogenabhängig sein (§ 12 HundeG). Schließlich ist das Bestehen der Sachkundeprüfung nach § 4 HundeG erforderlich.
§ 14 Abs. 1 HundeG sieht vor, dass gefährliche Hunde auf einem ausbruchssicheren Grundstück gehalten werden müssen. Außerhalb des Grundstücks müssen gefährliche Hunde an einer höchstens zwei Meter langen Leine geführt werden und einen beißsicheren Maulkorb tragen (§ 14 Abs. 3 und 4 HundeG). Eine Ausnahme von der Maulkorbpflicht wird  – außer bei bissigen Hunden – gemäß § 14 Abs. 4 Satz 3 HundeG nach einem erfolgreichen Wesenstest erteilt.